# Betasi
Betasi (in latino Baetasii) era il nome di un gruppo etnico che abitava un particolare territorio all'interno della provincia romana della Germania inferiore, che in seguito divenne Germania Secunda.

## Descrizione
La loro esatta posizione è tuttora sconosciuta, nonostante siano state avanzate due ipotesi. Secondo la prima potrebbero essere all'origine del nome del paese belga di Geetbets, secondo la seconda si sarebbero trovati più ad est, vicino ai Sunuci con cui interagirono durante la rivolta batava, ed ai Cugerni che vissero attorno a Castra Vetera (Xanten). L'area di Gennep, Goch e Gheldria è stata proposta come ipotesi.
Come per molti altri gruppi tribali della Germania Inferiore, come Toxandriani e Tungri, le origini della tribù sono sconosciute, ma è probabile che tra i loro antenati vi fu una miscela di vecchie popolazioni germaniche, provenienti da est del Reno. La Germania Inferiore si trovava ad ovest del Reno ed è stata descritta da Giulio Cesare, al tempo della conquista romana, come parte della Gallia Belgica. Molti nomi tribali e di persona che Cesare citò in questa regione sono considerati celtici, non germanici. Già molto tempo prima sembra esserci stato un flusso entrante di persone provenienti da est del Reno, in particolare dall'area abitata dai Betasii, il gruppo tribale che Tacito in seguito disse essere la tribù che originariamente era chiamata "Germani", i cosiddetti "Germani Cisrenani". Non si sa se questi Germani originali parlassero una lingua germanica. Cesare e Tacito erano più interessati al fatto che le tribù provenienti da est del Reno, che alla fine furono tutte chiamate Germani, erano meno ammorbidite dalla civiltà, e quindi difficili da sconfiggere in battaglia o da incorporare nell'impero romano.
Si sa che alcune specifiche tribù che entrarono in seguito in territorio romano, come gli Ubi che vissero sulla riva occidentale del Reno, parlavano lingue germaniche, ed esistono registrazioni che riguardano la loro immigrazione e i loro insediamenti. Per quanto riguarda i Betasii non esistono registrazioni chiare, ed è la loro popsizione che solitamente porta a ritenerli un gruppo insediatosi in epoca imperiale. Vengono definiti "germanici" in senso moderno, ovvero perché parlavano una lingua germanica. È stato ipotizzato che, come i cugini Cugerni, essi discendessero dai Sigambri, i quali si erano già spostati su questo lato del Reno al tempo di Cesare, e che Strabone ricorda come abitanti di questa zona. D'altra parte, vi sono ipotesi secondo cui sarebbero i discendenti, almeno parzialmente, delle tribù germaniche descritte da Cesare in questa regione almeno dal II secolo a.C., quando i Cimbri attraversarono la zona.
Nel suo Naturalis historia, Plinio il Vecchio pone i Betasii nella sua lista di tribù che abitarono questa regione, tra i Frisiavoni ed i Leuci, ma questo non permette di definire con precisione il luogo. Fornirono truppe all'esercito romano, di cui alcune divennero note per essersi stanziate in Britannia. Anche Tacito cita i Betasii come popolo di questa regione durante la rivolta batava. Alcuni di loro si unirono a Claudio Labeone, il quale prese il controllo di un ponte sulla Mosa con un gruppo di Betasii, Tungri e Nervi. Per questo motivo si pensa spesso che i Betasii vivessero vicini a Tungri e Nervi, forse vicino alla Mosa (olandese Maas).
Da quanto si apprende sui Betasii tramite le iscrizioni riguardo ai soldati, i Betasii erano spesso citati come "Traianenses Baetasii", il che dimostrerebbe che i Betasii, come i Cugerni (o Cuberni) vivevano nella nord-orientale "Civitas Traiana", la cui capitale si trovava nei pressi dell'odierna Xanten. La stessa Xanten si trovava nella terra dei Cugerni, sulle rive del Reno, e in questo caso i Betasii si sarebbero trovati ad un passo dal Reno. Geetbets, al contrario, si sarebbe trovata nella Civitas Tungrorum. Unirsi all'esercito romano era un metodo per divenire cittadino romano, e dall'inizio del II secolo le iscrizioni mostrano come i soldati si riferissero alla loro origine come "Traianenses Baetasii", sostituendo così la loro affiliazione tribale con un identificativo romano.
Come altri popoli viventi nella parte settentrionale della Germania Inferiore, non si sa cosa accadde loro durante l'ultima fase dell'impero romano. Le prove archeologiche mostrano che l'area si spopolò velocemente tranne le posizioni militari lungo il Reno. Divenne la patria di nuovi gruppi che attraversarono il Reno, soprattutto dei Sali. Questi divennero parte dell'amalgama di tribù note come Franchi che dominarono la parte settentrionale della Germania Inferiore, dandole il vecchio nome di Toxandria. In seguito divennero semi-indipendenti all'interno dell'impero, iniziando a spostarsi in aree più popolose a sud, e conquistando buona parte dell'Europa Occidentale che divenne poi il Sacro Romano Impero. Se qualcuno dei Betasii rimase in quest'area, prese parte a questo sviluppo.